# Lhéritier
Pour l’article ayant un titre homophone, voir L'Héritier.
Pour les articles homonymes, voir Lhéritier (homonymie).
Marie Romain Thomas, dit Lhéritier, né le 27 août 1807 à Neuilly et mort le 23 février 1885 aux Batignolles, est un acteur et dessinateur français.

## Biographie

### Jeunesse et débuts
Après avoir fait toutes ses études à Paris au collège Bourbon, Thomas savait sa littérature contemporaine et tout Molière sur le bout des ongles, mais échoua au baccalauréat. Entré, selon le vœu de ses parents, dans une maison de banque, à dix-huit ans, l’apprenti banquier ne mordait guère à la finance, négligeant les bordereaux de comptes courants pour copier et recopier des rôles. Après y avoir vu jouer quelque temps les financiers d’après nature, il en a eu grandement assez et s’est rendu directement de chez son banquier demander ses débuts à la salle Chantereine, sans perdre un instant. Il est passé de ce théâtre de société à celui de Doyen, situé alors rue Transnonain, et y côtoya Ligier, Bocage, Beauvallet, Bouffé, Arnal, Brohan et Paradol.
Son père, peu désireux de voir son nom figurer sur des affiches de spectacle, lui aurait dit un jour : « Songe que tu es l’héritier d’un nom respectable… » Le nom de théâtre était trouvé ! Et Romain Thomas disparut pour toujours derrière Lhéritier. Le soir, il jouait chez Carlotti, Ducroq ou Doyen, mais malgré les succès énormes qu’il obtenait dans ces troupes, il refusait constamment les propositions d’engagement qui lui étaient faites pour la province et l’étranger. Après la révolution de 1830, les théâtres sur lesquels on s’était, jusque là, contenté de mimer ou de danser, ayant mis les pièces de Molière à leur répertoire, deux nouvelles salles ont ouvert : l’une au théâtre du Palais-Royal même, à la salle Montansier ; l’autre, qui a repris le nom de théâtre Molière que lui avait donné Boursault, lors de son établissement en 1792, rue Saint-Martin.
Comme il fallait de nouveaux acteurs et surtout des acteurs à bon marché pour occuper les rôles ouverts par ces nouveaux théâtres, il a reçu deux propositions d’engagement : l’une du théâtre Molière, l’autre du théâtre du Palais-Royal, qui venait d’ouvrir sous la direction de Dormeuil. Timide de nature, il a préféré accepter la première proposition, celle du théâtre Molière, la troupe du Palais-Royal, comprenant Regnier, Sainville, Virginie Déjazet, Samson, Lepeintre aîné, Paul Mime, Baroyer, Falcoz, etc, lui paraissant trop professionnelle et prestigieuse pour ses talents d’amateur. Malheureusement pour lui, le théâtre Molière ayant fermé ses portes au bout de six semaines, il a été engagé dans la troupe de Dormeuil, qui avait maintenu sa proposition. Il y restera 51 ans, fait unique dans les annales dramatiques.

### Un pilier du Palais-Royal
Pendant plus d’un demi-siècle, il va être de presque toutes les pièces du Palais-Royal, où il aurait créé 364 rôles, sans parler des reprises. Le public l’ayant rapidement adopté, il a eu des rôles à succès, mais on lui a longtemps reproché une certaine timidité qui paralysait ses moyens. Pendant dix ans, il est resté stationnaire, tâtonnant, cherchant sa place. Pendant cette période, il a participé, parmi de nombreuses autres, aux pièces suivantes :
- 1831 : Les Amours du port au blé, comédie-vaudeville en un acte de Dumersan et Sewrin
- 1833 : Sophie Arnoult, comédie-vaudeville en trois actes de Leuven, Desforges et Dumanoir
- 1834 : La Salamandre, comédie-vaudeville en quatre actes de Livry, Desforges et Leuven
- 1839 : Les Avoués en vacances, comédie-vaudeville en deux actes de Bayard : Sir Spencer, l’Anglais
- 1839 : Rothomago, revue en un acte d'Hippolyte et Théodore Cogniard, représentée la première fois à Paris le 1er janvier 1839 au théâtre du Palais-Royal : Parchemin[3]
- 1840 : Les Dîners à 32 sous, comédie-vaudeville en un acte des frères Cogniard et Rimbaut
- 1841 : Le Vicomte de Létorières, comédie-vaudeville en trois actes de Bayard et Dumanoir : le maréchal-prince de Soubise
- 1843 (mai) : L'Homme de paille, comédie-vaudeville en un acte de Labiche et Lefranc : Billaudin
- 1843 (9 octobre) : Brelan de troupiers, comédie-vaudeville en un acte de Dumanoir et Arago : Gate-cuir, employé aux abattoirs
- 1845 : Les Pommes de terre malades, revue de Clairville et Dumanoir, Palais-Royal : Patate, deuxième médecin.

Ayant fini par trouver son emploi dans les rôles de « ganaches prématurées » ou de « grimes » (vieillards comiques ou ridicules), les pièces suivantes ont été de véritables succès pour lui :
- 1845[4] : L'Almanach des 25 000 adresses, vaudeville en trois actes de Villeneuve et Lafargue : Pinchenet
- 1845 : Le Roi des Frontins, comédie-vaudeville en deux actes de Labiche et Lefranc : Frontin
- 1846 : Le Lait d'ânesse
- 1847 : À qui le moutard ?
- 1847 (avril) : L'Avocat pédicure, comédie-vaudeville en un acte de Labiche et Lefranc : Chaffaroux
- 1850 (18 novembre) : Un monsieur qui suit les femmes, comédie-vaudeville en deux actes de Théodore Barrière et Adrien Decourcelle
- 1851 (août) : Un chapeau de paille d'Italie, comédie en 5 actes de Labiche et Marc-Michel : Beauperthuis
- 1852 (août) : Le Misanthrope et l'Auvergnat, comédie en un acte de Labiche, Lubize et Siraudin : Coquenard
- 1853 : Le Bourreau des crânes de Siraudin et Lafargue, théâtre du Palais-Royal
- 1854 : La Pile de Volta de Montjoye, Siraudin et Rouvenat de Larounat
- 1854 (novembre) : Ôtez votre fille, s'il vous plaît, comédie en deux actes de Labiche et Marc-Michel : Montdoublard
- 1856 : Les Suites d'un premier lit, comédie de Labiche et Marc-Michel, créée en 1852
- Le Célèbre Vergeot de Varin
- La Préparation au baccalauréat
- 1862 (mars) : La Station Champbaudet, comédie-vaudeville en trois actes de Labiche et Marc-Michel : Letrinquier.

Après la mort de Sainville, en 1854, et de Paul Grassot, en 1860, il est devenu un des premiers acteurs du Palais-Royal. L’arrivée de Geoffroy en octobre 1862 était bien faite pour effrayer quelque peu le modeste Lhéritier, compte tenu que le nouveau venu était réputé pour son côté « ours » et son mauvais caractère. Mais l’association du débutant triomphant, Geoffroy, et du talentueux ancien, Lhéritier, a au contraire fait merveille. Loin de se nuire, les qualités de ces deux merveilleux artistes se complétaient : à Geoffroy, la rondeur, le naturel, et à Lhéritier, la finesse, la malice et aussi l’impayable gaucherie ! Leur importance s’est encore accrue après le départ de Ravel en 1868 pour le théâtre du Gymnase.
Quelques-unes des pièces de cette époque qui, pour la plupart, ont employé ce duo :
- 1863 (février) : Célimare le bien-aimé, comédie-vaudeville en trois actes de Labiche et Delacour : Vernouillet
- 1863 : Les Diables roses de Eugène Grangé et Lambert-Thiboust : Belzingue
- 1864 (février) : La Cagnotte, comédie-vaudeville en 5 actes de Labiche et Delacour : Cordenbois
- 1865 (décembre) : La Bergère de la rue Monthabor, comédie-vaudeville en quatre actes de Labiche et Delacour : Goderleau
- 1866 (août) : Un pied dans le crime, comédie-vaudeville en trois actes de Labiche et Choler : Gaudiband
- 1867 (juillet) : La Grammaire, comédie-vaudeville en un acte de Labiche et Jolly : Poitrinas
- 1868 : Le Papa du Prix d'Honneur, comédie-vaudeville en quatre actes de Labiche et Barrière (rôle de Dubichet) en février 1868
- 1868 : Le Carnaval d’un merle blanc, « folie parée et masquée » de Henri Chivot et Alfred Duru
- 1869 (avril) : Gavaud, Minard et Cie, comédie en trois actes de Gondinet : Minard
- 1870 (janvier) : Le Plus Heureux des trois, comédie en trois actes de Labiche et Gondinet : Jobelin
- 1872 : Le Réveillon? comédie en trois actes de Meilhac et Halévy : Tourillon
- 1873 (novembre) : Le Chef de division, comédie en trois actes de Gondinet : de Pontorson
- 1879 (février) : Le Mari de la débutante, comédie en quatre actes de Meilhac et Halévy : Biscara
- 1881 : Le Mari de Babette.

Il avait de l’érudition, mais n’en tirait aucune vanité ; rien ne l’agaçait plus, cependant, que les fautes de français commises par certains comédiens qui ne pouvaient s’empêcher d’ajouter à leurs rôles. À 73 ans, en 1882, il a pris sa retraite, fêté par ses camarades en hommage à sa constante bonté et bienveillance. Il s’est retiré dans sa maison des Batignolles, où grimpait la vigne, entouré de livres, de souvenirs et de ses dessins car, doué d’un réel talent de dessinateur, il avait croqué nombre de ses collègues, sans profiter longtemps de ce repos. À peine trois ans plus tard, il était emporté par une attaque de paralysie.
Il est inhumé au cimetière ancien de Clichy, dans le caveau familial.

## Jugements
« M. Lhéritier a du naturel, de la verve, de l’intelligence ; il compose ses personnages avec une grande conscience , il donne un cachet même aux rôles de peu d’importance. Franc, ouvert, communicatif, il reste toujours dans le vrai, évite la charge, soigne ses rôles, respecte son art. Modeste, calme, assez impassible, il joue fort bien les sots, les vaniteux et les importuns. Se donnant au besoin une suffisance très originale, il a la spécialité des grognards, des vieux chauvins dont le nez a gelé au passage de la Bérézina ; il tortille ses moustaches, roule des yeux effrayants, jure, sacre, se fait tigre, bien qu’il soit au fond le meilleur garçon du monde … Il a assoupli son talent, élargi son genre et son jeu, et il a su conquérir la pleine faveur du public, qui le considère comme un de nos bons comiques. »

— Pierre Larousse
- Quelques caricatures de Lhéritier

"Quelques
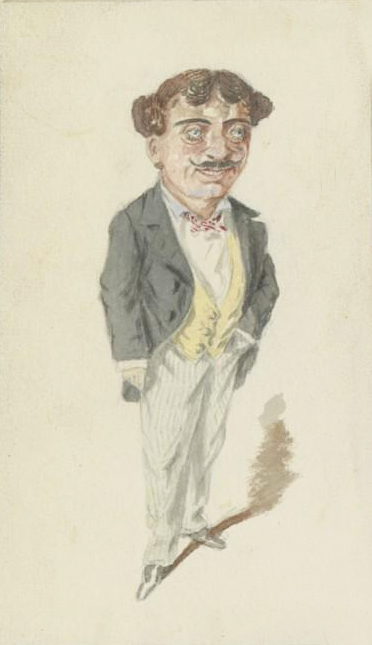
Alfred Dieudonné par Lhéritier dans Les Samedis de Madame, comédie d'Eugène Labiche et Alfred Duru.
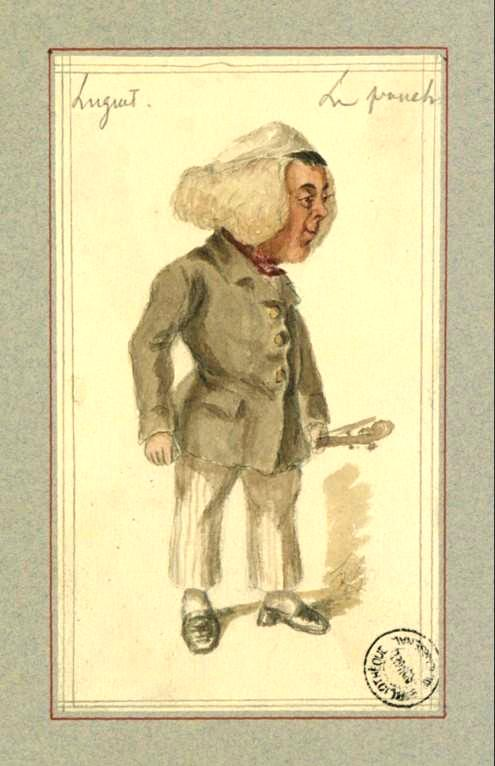
René Luguet par Lhéritier en 1858 dans Le Punch Grassot, vaudeville de Grangé et Delacour.
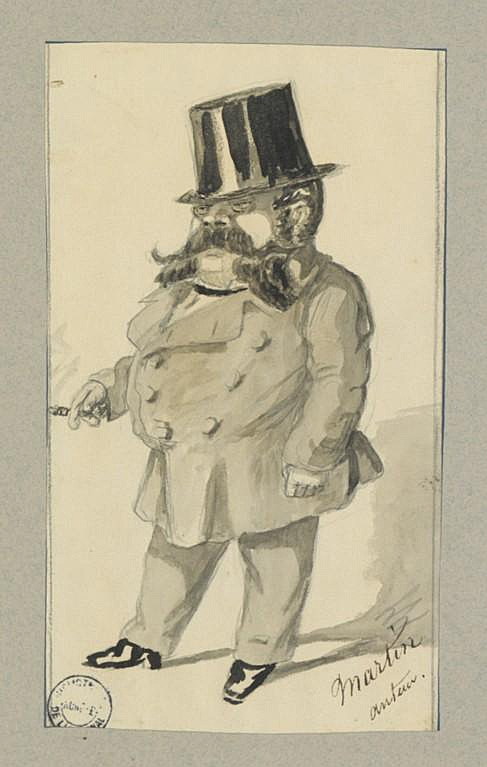
Portrait du dramaturge Édouard Martin.
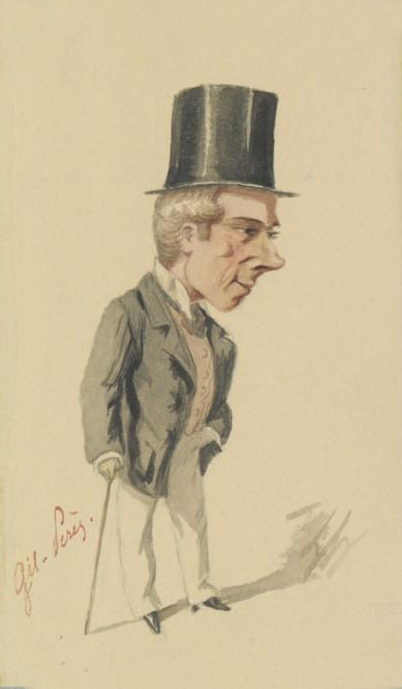
Gil-Pérès en 1860 par Lhéritier dans Les Trois Fils de Cadet-Roussel, comédie de Delaporte, Varin et Laurencin.